# Galumnopsis secunda
Galumnopsis secunda är en kvalsterart som först beskrevs av Sellnick 1923.  Galumnopsis secunda ingår i släktet Galumnopsis och familjen Galumnellidae. Inga underarter finns listade i Catalogue of Life.